# AMC-18
AMC-18 ist ein Fernsehsatellit der SES Americom, einem Unternehmen der SES Global.
Mit 24 C-Band-Transpondern, die je eine Leistung von 12 bis 18 Watt haben, überträgt er Kanäle für das US-Kabelfernsehen. Der Start in den geostationären Orbit erfolgte am 8. Dezember 2006 mit einer Trägerrakete vom Typ Ariane 5. AMC-18 wurde auf 105°W positioniert.
Die Lebensdauer des Satelliten ist auf 15 Jahre ausgelegt.